# Байтарки
Байтарки (чечен. БайтӀиерахи) — село в Ножай-Юртовском районе Чеченской Республики. Административный центр Байтаркинского сельского поселения.

## География
Село расположено по обоим берегам реки Ярык-су, к западу от горы Амир-Корт, в 22 км к юго-востоку от районного центра — Ножай-Юрт и в 28 км к югу от города Хасавюрт.
Ближайшие населённые пункты: на севере — село Татай-Хутор, на юге — село Симсир, на западе — село Чечель-Хи и на северо-западе — село Зандак.

## История

### В древности
В период с 1961 по 1965 годы В. И. Марковин проводил археологические исследования в данном регионе, в ходе них были обнаружены и изучены Байтаркинское поселение, Байтаркинский могильник, также, ссылаясь на свидетельства местных жителей, учёный упоминает о наскальных изображениях, расположенных в селении. Байтаркинский могильник датируется учёными III—V веками нашей эры и относится к аланской археологической культуре.
В местности Жагларги обнаружено древнее поселение, относящееся к Каякентско-Харачоевской культуре.

### XX век
В 1944 году, после депортации чеченского населения с Северного Кавказа и ликвидации ЧИ АССР, все население сел Рукдах, Хиндах и Урчух было переселено в село Байтарки вновь образованного Андалалского района, которое в свою очередь было переименовано в Хиндах. В 1957 году, в связи с восстановлением ЧИ АССР, жители переселённых сёл вернулись на прежнее место жительства.

## Население
| 1990 | 2002  | 2010  |
| ---- | ----- | ----- |
| 936  | ↗1573 | ↗1660 |

## Образование
- МКОУ Байтаркинская средняя общеобразовательная школа[11].

## Улицы
Улицы села Байтарки:
- А-Х.Кадырова,
- Алибек-Хаджи Алдамова,
- Г.Г. Зелимхана,
- З. Гушмазукаева,
- Заречная,
- Мира,
- Молодёжная,
- Х. Нурадилова.